# Кантончело деле Росоле (Болоња)
Кантончело деле Росоле је насеље у Италији у округу Болоња, региону Емилија-Ромања.
Према процени из 2011. у насељу је живело 41 становника. Насеље се налази на надморској висини од 21 м.